# 酸化セリウム(IV)
酸化セリウム(IV)（さんかセリウム よん、英: cerium(IV) oxide）は、化学式が CeO2 と表されるセリウムの酸化物である。希土類酸化物の一つ。セリアとも呼ばれる。研磨剤、触媒、燃料電池、日焼け止めに使われる。
重要な化学品であり、鉱石から元素セリウムを精製するときの中間体として生じる。
際立った特徴として、不定比化合物への可逆的変化がある。

## 生産
天然のセリウムはバストネサイトやモナズ石から、その他の希土類元素との混合物として産出する。塩基性水溶液に抽出したのち、酸化剤を加え、pHを調節してセリウムを分離する。これは、酸化セリウム(IV)の低い溶解度と、その他の希土類元素が酸化されないことを利用した手法である。
酸化セリウム(IV)はシュウ酸セリウムまたは水酸化セリウムの焙焼で得られる。
その他のセリウムの酸化物には酸化セリウム(III) (Ce2O3)があるが、不安定で、酸化されて酸化セリウム(IV)になる。

## 構造と格子欠陥の特性
酸化セリウム(IV)は蛍石構造をとり、8配位のCe4+、4配位のO2-を持ち、その空間群はFm3m (#225)である。
高温では、酸素を放出し、蛍石構造を保ちながらアニオンが格子欠陥した不定比化合物となる。その組成はCeO(2-x) (0 < {\displaystyle x} <  0.28)である。{\displaystyle x}の値は温度{\displaystyle T}と酸素の分圧{\displaystyle P_{O_{2}}}によって以下のように決まる。
{\displaystyle {\Bigg (}{\frac {x}{0.35-x}}{\Bigg )}=106000\,\,[\mathrm {Pa} ^{0.217}]\times P_{O_{2}}^{\,\,-0.217}\exp {\Bigg (}{\frac {-195.6\,\,[\mathrm {k\,J\,mol} ^{-1}]}{RT}}{\Bigg )}}
これは広範囲の酸素分圧(103 - 10−4 Pa)、温度(1000-1900 °C)について成り立つ。
この不定比化合物は青色から黒色をしており、イオン結合性と導電性を兼ね備えている。500 °C以上では、イオン性が優位となる。
酸素欠陥の数はしばしばX線光電子分光(XPS)でCe3+とCe4+の比によって求められる。

### 格子欠陥の化学
酸化セリウム(IV)は最も安定な蛍石構造において、酸素分圧や機械的負荷に応じて格子欠陥を生じる。
もっとも注目されている格子欠陥は、酸素欠陥と、セリウムイオンに局在化した電子による小さいポーラロンである。酸素欠陥の数が増えると、イオン伝導性(en:ionic conductivity)の増加によって、酸化物イオンの拡散速度が上昇する。これらの性質から、酸化セリウム(IV)は固体酸化物形燃料電池(SOFC)の固体電極として期待される。酸化セリウム(IV)は、ドープされたものも、されていないものも、酸素分圧が低ければ、セリウムイオンが還元されることで小さいポーラロンが生じ、高い導電性を示す。
酸化セリウム(IV)結晶中の酸素原子は平面上に配列していることから、アニオンの拡散は速い。格子欠陥濃度が高まるにつれて、拡散速度も上昇する。

## 研磨剤
酸化セリウム(IV)の主な応用は研磨剤、特に化学機械研磨 (CMP)への応用である。従来用いられていた酸化鉄、ジルコニアなどの酸化物は次々と酸化セリウム(IV)に置き換えられた。"optician's rouge"（レンズ磨き職人のベンガラ）とも呼ばれる。

## その他の応用
酸化セリウム(IV)はガラスの脱色剤として用いられ、緑がかった鉄(II)不純物をほぼ無色の酸化鉄(III)に変える。
酸化セリウム(IV)は赤外線フィルター、三元触媒の助触媒、または、ガスマントルに用いられる。

### 触媒
可逆的に組成を変化させることができることから、酸化反応の触媒として用いられる。
狭く、しかしわかりやすい用途として、自動洗浄オーブンの壁材がある。高温処理の際に、炭化水素を酸化する触媒として働く。小規模ながら有名なのは、ガスマントルにおける天然ガスの酸化である。

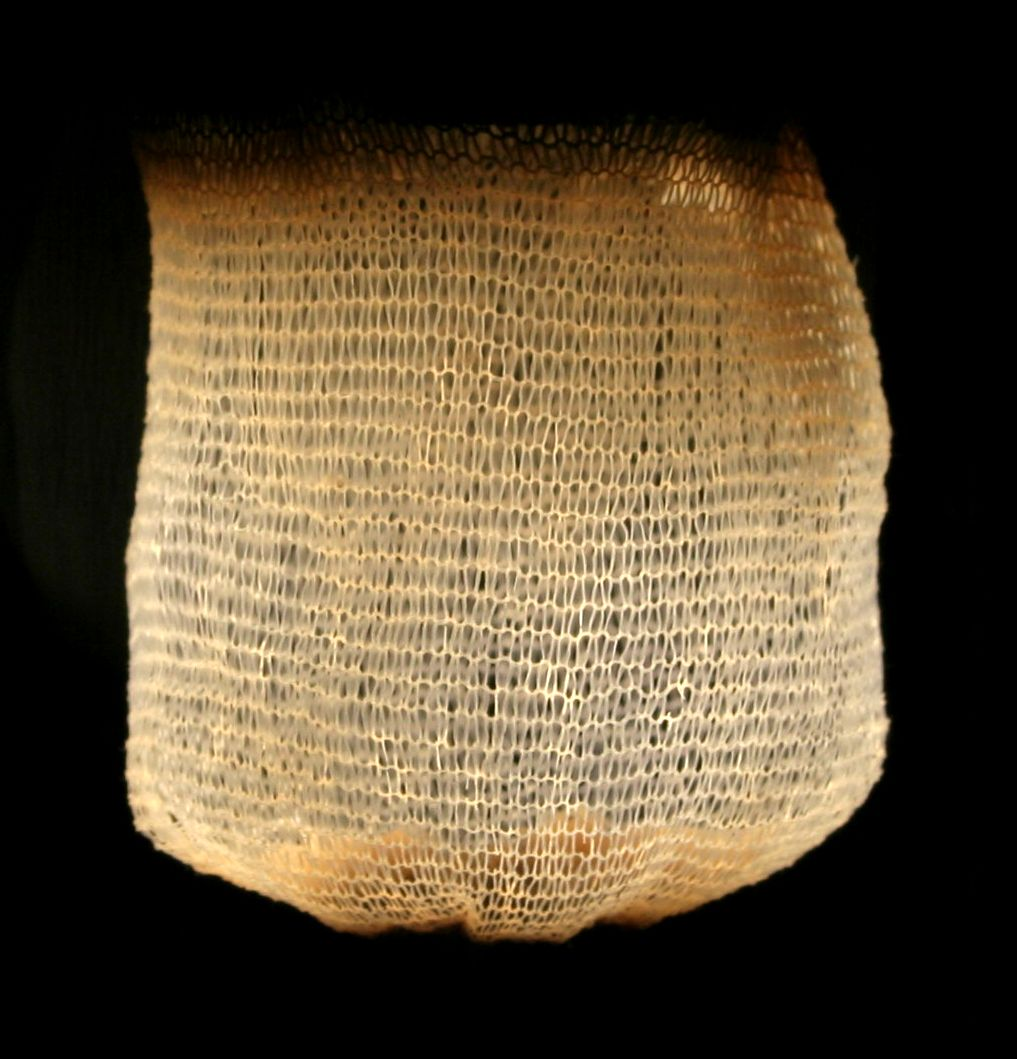
輝くコールマン製ホワイトガソリンランタンのガスマントル。発光部は酸化セリウム(IV)をドープした酸化トリウム(IV)が主である。酸化セリウム(IV)触媒による燃料ガスの空気酸化によって発熱している。

酸化セリウムは自動車の排気ガスを分解する三元触媒のセンサーに用いられる。空燃比を調節し、NOxや一酸化炭素を減らすのに役立つ。

### 混合伝導体
優れたイオン性と導電性から、イオン・電子混合伝導体としての応用が期待されている。

## 研究

### 燃料電池
酸化セリウム(IV)は、500–650 °Cという中間的な温度において酸化物イオンの高いイオン伝導性をもち、ジルコニア系よりも生成エンタルピーが低いことから、固体酸化物形燃料電池(SOFC)の素材として注目されている。

### 熱化学水素製造
酸化セリウム(IV)–酸化セリウム(III)サイクルまたはCeO2/Ce2O3サイクルは、水を還元し水素を得る熱化学的な二段階プロセス（熱化学水素製造）である。

## 外用剤
酸化セリウムは、日焼け止めの成分として、紫外線を遮断する目的で酸化チタンや酸化亜鉛の代替として注目されている。人体への影響は完全には解明されていない。